# Huamanrazu
Huamanrazu es una montaña en la cordillera Chonta en los Andes del Perú de 5304 metros de altura (17,402 pies). Se encuentra ubicado en la región de Huancavelica en las provincias de Castrovirreyna en el distrito de Santa Ana y en la Región de Huancavelica. Huamanrazu se encuentra al noreste de la montaña Antarasu y el noroeste de la montaña Ccarhuarazo (Carhuarazo).
Los campesinos locales consideran Huamanrazu el Apu principal de la región.

## Etimología
El nombre Huamanrazu deriva del término quechua Wamanrasu, término que resulta de la combinación de dos palabras en quechua: waman 'halcón' y rahu 'nieve', 'hielo', 'montaña de nieve', del quecha ancashino.